# ジャン＝バティスト・アッコーライ
ジャン＝バティスト・アッコーライ（フランス語: Jean-Baptiste Accolay, 1833年4月17日 - 1900年8月19日）は、ベルギー出身のフランス人ヴァイオリン教師、ヴァイオリニスト、指揮者、作曲家。

## 経歴
1833年、ブリュッセルで生まれた。ヴァイオリン協奏曲第1番イ短調（単一楽章形式、1868年作曲、ヴィオラ用編曲あり）、チェロとピアノのためのコンチェルティーノなどが知られている。